# 477 v. Chr.
Portal Geschichte | Portal Biografien | Aktuelle Ereignisse | Jahreskalender | Tagesartikel

◄ |
6. Jahrhundert v. Chr. |
5. Jahrhundert v. Chr. |
4. Jahrhundert v. Chr. |
►

◄ | 490er v. Chr. | 480er v. Chr. | 470er v. Chr. | 460er v. Chr. |
450er v. Chr. |
►

◄◄ | ◄ | 480 v. Chr. | 479 v. Chr. | 478 v. Chr. | 477 v. Chr. |
476 v. Chr. |
475 v. Chr. |
474 v. Chr. |
► |
►►

## Ereignisse

### Römische Republik
In der legendären Schlacht an der Cremera gegen Veji fallen angeblich die meisten Mitglieder der Familie der Fabier, darunter Kaeso Fabius Vibulanus und Marcus Fabius Vibulanus, was zu einem zeitweiligen Bedeutungsverlust der Patrizierfamilie führt, die die Römische Republik in den Jahren zuvor dominiert hat. Als einziger des Geschlechts überlebt angeblich Quintus Fabius Vibulanus. Konsul Gaius Horatius Pulvillus, der sich zu diesem Zeitpunkt gerade im Kampf gegen die Volsker befindet, wird daraufhin nach Rom zurückgerufen, und kann die Veji, die der Legende nach bereits bis zum Janiculum vorgedrungen sind, aufhalten. 

### Kaiserreich China
Zwischen 481 und 475 v. Chr. erfolgt im Kaiserreich China der Zhou-Dynastie gemäß der Geschichtsschreibung ein langsamer Übergang von der Zeit der Frühlings- und Herbstannalen zur Zeit der Streitenden Reiche.

## Gestorben
- Kaeso Fabius Vibulanus, römischer Konsul
- Marcus Fabius Vibulanus, römischer Konsul

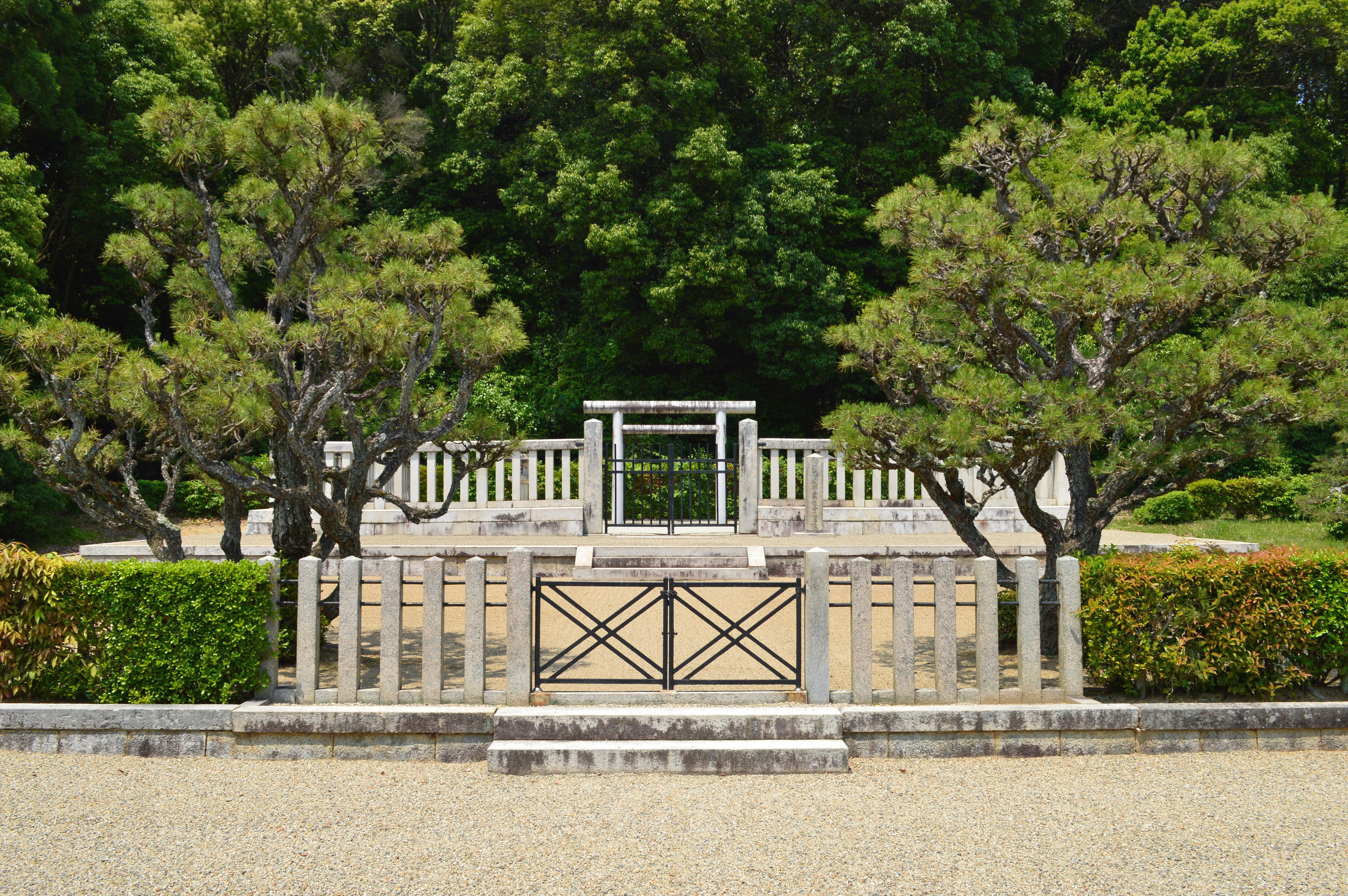
Eingang zu Itokus Kaisergrab

- Itoku, einer der „acht undokumentierten Kaiser“ Japans, historische Existenz zweifelhaft (* 553 v. Chr.)